# Eremophila perglandulosa
Eremophila perglandulosa är en flenörtsväxtart som beskrevs av Chinnock. Eremophila perglandulosa ingår i släktet Eremophila och familjen flenörtsväxter. Inga underarter finns listade i Catalogue of Life.